# Société d'émulation du Doubs
La Société d'émulation du Doubs, est une société savante fondée en 1840 par des Bisontins passionnés par l'évolution des sciences. Elle a son siège à Besançon.

## Objectifs
La Société d'émulation du Doubs a eu pour objectif premier de susciter l'intérêt de ses membres par la diffusion de leurs découvertes.
Reconnue d'utilité publique en 1863 et forte de 300 adhérents, elle poursuit aujourd'hui le même objectif, mais se consacre principalement à des études régionales en différents domaines : histoire, histoire de l'art, géographie, biographies, archéologie et patrimoine.

## Activités
- Réunions mensuelles, centrées sur une communication proposée par un intervenant ;
- Excursions annuelles comportant la visite de lieux remarquables ;
- Séances décentralisées alliant des visites à une conférence ;
- Édition de mémoires présentant le texte des conférences et les activités de l'année[1].

## Présidents
| Identité                                 | Période | Période | Durée |
| Identité                                 | Début   | Fin     | Durée |
| ---------------------------------------- | ------- | ------- | ----- |
| Joseph-Ferdinand Lancrenon (1794 - 1874) | 1860    |         |       |
| Alphonse Delacroix (1807 - 1878)         | 1866    |         |       |
| Alfred Ducat (1827 - 1898)               | 1893    |         |       |
| Frédéric Bataille (1850 - 1946)          | 1908    |         |       |
| Léonce Pingaud (1841 - 1923)             |         |         |       |
| Auguste Castan (1833 - 1892)             |         |         |       |